# I. e. 763
Évszázadok: i. e. 9. század – i. e. 8. század – i. e. 7. század
Évtizedek: i. e. 810-es évek – i. e. 800-as évek – i. e. 790-es évek – i. e. 780-as évek – i. e. 770-es évek – i. e. 760-as évek – i. e. 750-es évek – i. e. 740-es évek – i. e. 730-as évek – i. e. 720-as évek – i. e. 710-es évek
Évek: i. e. 768 – i. e. 767 – i. e. 766 – i. e. 765 –  i. e. 764 – i. e. 763 – i. e. 762 – i. e. 761 – i. e. 760 – i. e. 759 – i. e. 758

## Események
- június 15. - Napfogyatkozás Asszíriában. Ez az esemény jelenti az i. e. 1. évezred abszolút kronológiai alapját. A jelenséget említik ninivei napfogyatkozásként is.